# اكادير نبوهدمة (اداو شقرا)
اكادير نبوهدمة هو دُوَّار يقع بجماعة إفران أطلس الصغير، إقليم كلميم، جهة كلميم واد نون في المملكة المغربية. ينتمي الدوّار لمشيخة اداو شقرا التي تضم 13 دوار. يقدر عدد سكانه بـ 187 نسمة حسب الإحصاء الرسمي للسكان والسكنى لسنة 2004.

## روابط خارجية
- البوابة الوطنية للجماعات الترابية
- المندوبية السامية للتخطيط